# Жан II
Вижте пояснителната страница за други личности с името Жан II.
Жан II Добрия (на френски: Jean II 'le Bon'; * 16 април 1319, Льо Ман; † 8 април 1364, Лондон) е втори крал на Франция от дом Валоа от 1350 г., херцог на Нормандия и граф на Анжу и Мен (1332 – 1350), граф на Поатие (1344 – 1350) и херцог на Гиен (1345 – 1350).

## Произход и бракове
Син е на френски крал Филип VI (* 1293; † 22 август 1350) и на Жана Бургундска (* 1293, † 1348). Брат е на Филип дьо Валоа, първи херцог на Орлеан.

## Крал на Франция (1350 – 1364)

### Начало на управлението
Жан е коронясан за крал на Франция през 1350 г. в Реймс след смъртта на баща си. Той е обграден от слаби и бедни администратори, които предпочитат да живеят на негов гръб. Основната им цел е да грабят кралската хазна.

### Отношения с Шарл Злия
През 1354 г., зетят на Жан и негов братовчед Шарл Злият организира убийство на конетабъла на Франция Шарл де ла Серда, на когото Жан дава да се разпорежда с Графство Шампан, Бри и Ангулем. След скандал с конетабъла на Рождество през 1353 г. в Париж Шарл Злият организира неговото убийство, осъществено на 8 януари 1354 година от родния брат на Шарл – Филип, граф на Лонгвил. Шарл Злият не скрива своето участие в заговора и в течение няколко дни води преговори с англичаните за военна помощ срещу крал Жан II Добрия, чийто фаворит е убитият конетабъл.
През декември 1355 г. Шарл Злият е въвлечен в неудачен държавен преврат, целта на който е замяна на Жан II с дофина. Жан се опитва да се примири със сина си, като му дарява титлата на нормандски херцог. Имащ ленни владения в Нормандия, Шарл Злият постоянно стои при новия херцог на Нормандия, което поражда опасения у Жан ІІ Добрия за възможността от нов заговор против короната. На 5 април 1356 г. Жан II под предлог, че е на лов, неочаквано пристига в Руан, нахълтва в замъка на дофина по време на пир, неочаквано арестува Шарл Злия и го хвърля в затвора. Четирима от главните му симпатизанти (двама от които са участвали в убийството на Шарл де ла Серда) са екзекутирани без съд. Шарл е отведен в Париж, а след това е прехвърлян от затвор в затвор. Най-накрая е затворен в крепостта на Шато Гаяр, където40 г. по-рано е намерила смъртта си (убита) неговата баба Маргарита Бургундска.

### Битката при Поатие и английски плен
В битката при Поатие през 1356 г. английският престолонаследник Едуард, Черния принц разгромява Жан и френският крал е отведен в Англия като пленник. Докато бъде договорен мирът, той е затворник последователно в Уиндзор, Хертфорд, замъка Съмъртън в Графство Линкълн и накрая в Тауър. Като затворник англичаните му дават всички кралски привилегии и той се наслаждава на кралски живот. Принуждават го обаче да подпише унизителните Лондонски договори, които синът му Шарл (управляващ Франция в този момент) отхвърля. Договорът от Бретини през 1360 г. определя откуп от 3 млн. ливри за свободата на Жан. В замяна за Жан англичаните получават сина му граф Луи I Валоа-Анжуйски, Жан дьо Бери, Луи II дьо Бурбон и други аристократи, докато Жан се върне във Франция и събере парите за откупа. Докато Жан събира парите, Луи I бяга от Англия. Ядосан, че синът му нарушава кралското достойнство и неспособен да събере парите за откупа, Жан се предава отново на англичаните. Пристига в Англия в началото на 1364 г. и печели възхищението им.
Умира няколко месеца по-късно в Лондон. Тялото му е отнесено във Франция и погребано в Сен Дени. Жан е наследен на трона от сина си Шарл V.

## Брак и потомство
Жан II се жени два пъти.
1. ∞ 28 юли 1332 за Бона Люксембургска (* 1315, † 11 септември 1349), дъщеря на краля на Бохемия Ян Люксембургски и първата му съпруга Елишка Пршемисловна. Заради красотата и образованието си тя бързо започва да има влияние във френския двор. Нейните противници разказват, че имала изневяри. Бона умира от чума. От нея Жан има 11 деца, 7 от които порастват:
- Шарл V Мъдри (* 1338, † 1380), крал на Франция от 1364 г.
- Катерина (* 1338, † 1338)
- Луи I Валоа-Анжуйски (* 1339 † 1384), херцог на Анжу и на Турен. Осиновен от Джоана I, кралица на Неапол.
- Жан дьо Бери (* 1340 † 1416), херцог на Бери и граф на Оверн, наместник на кралете Шарл V и Шарл VI в Лангедок, прославен меценат. Надживява всичките си синове. Графство Оверн е даден като зестра за неговата дъщеря – преминало впоследствие към един от Бурбоните.
- Филип II Смели (* 1342 † 1404), херцог na Бургундия от 1363 г., основател на Бургундския клон на династията Валоа. В резултат на изгодния брак с Маргарита III (1350 – 1405), наследница на Фландрия, Артоа, Невер, Рител и Франш Конте, съществено увеличава своите владения, полагайки начало на могъща държава на бургундските херцози. Филип II и неговите потомци Жан Безстрашни, Филип III Добрия и Шарл Дръзки играят значителна роля в историята на Франция. Мъжката линия се прекъсва в 1477 г. със смъртта на Шарл Дръзки. Единствената дъщерята на последния, Мария Бургундска, се омъжва за император Максимилиан I, носейки му като зестра историческата Нидерландия (съвр. Нидерландия, Белгия и Люксембург).
- Жана Наварска (* 1343, † 1373), жена на Шарл Злия (* 10 октомври 1332, † 1 януари 1387), крал на Навара от 1349 г.
- Мария Френска (* 1344, † 1404), жена на Роберт I, херцог на Бар.
- Агнес (* 1345, † 1349)
- Маргарита (* 1347 † 1352)
- Изабела Валоа (* 1348 † 1372), ∞ за Джан Галеацо Висконти (1351 – 1402), херцог на Милано.

∞ 2. 19 февруари 1350 за Жана Овернска (* 8 май 1326, † 29 септември 1360), графиня на Оверн и на Булон, от която има две деца, които умират млади:
- Бланш (*/† 1350)
- Катерина (*/† 1352).

- Портрети на децата
- Шарл V
 син и наследник
- Луи I Анжу
син
- Жан дьо Бери
син
- Филип Бургудски
син